# João Carlos Bacelar
João Carlos Paolilo Bacelar (Entre Rios, 3 de dezembro de 1941 — Salvador, 9 de junho de 2009), apelidado de Jonga Bacelar, foi um político brasileiro. Exerceu o mandato de deputado federal constituinte em 1988.
É filho de Helena Paolilo Bacelar e João de Sousa Bacelar, assim como seu irmão Joaquim Rui Paulilo Bacelar, que também atuou na política sendo eleito vereador em Entre Rios pela UDN na eleição de 1962, e mais tarde deputado federal e estadual de 1971 a 1987 pela Bahia e senador de 1987 a 1995. E o filho da sua irmã Joanice Bacelar Batista, João Carlos Bacelar Batista, também fez carreira política, sendo deputado federal pela Bahia desde 2014 (a 55.ª legislatura). Bacelar teve quatro filhos, fruto da seu casamento com Lígia Silva Bacelar, dentre eles, seu filho João Carlos Bacelar Filho, seguiu carreira política e elegeu-se deputado federal pela Bahia nas eleições de 2006.

## Carreira política
Em 1969, graduou-se em direito na Universidade Federal da Bahia.
Iniciou a vida política se candidatando na Assembleia Legislativa da Bahia pelo Partido Democrático Social (PDS). Ao ser eleito, assumiu o mandato tornando-se membro titular das comissões de Agricultura e de Minas e Energia.
Bacelar foi eleito deputado federal constituinte da Bahia pelo Partido do Movimento Democrático Brasileiro (PMDB) em 1986.
No pleito de novembro de 1986, Raimundo Bezerra candidatou-se a deputado federal constituinte pelo partido do PMDB. Eleito, assumiu o cargo eletivo no começo de 1987, quando iniciou os trabalhos da Assembleia Nacional Constituinte (ANC).
Em 1992, cessou sua filiação ao PMDB e se associou ao Partido Social Cristão (PSC).
João Carlos não se manifestou nas votações que abordaram a jornada de trabalho ininterrupta de seis horas, a soberania popular, o aviso prévio proporcional, o voto aos 16 anos, a legalização do jogo do bicho, a descriminalização do aborto, a nacionalização do subsolo e o mandado de segurança coletivo. Votou a favor dos encargos da dívida externa, da pena de morte e da estatização do sistema financeiro. Foi contra a jornada de 40 horas semanais, a anistia aos micro e pequenos empresários, o mandato de cinco anos para o presidente José Sarney, a limitação do direito de propriedade privada e a criação do fundo de apoio à reforma agrária.
Foi membro Subcomissão de Orçamento e Fiscalização Financeira, da Comissão do Sistema Tributário, Orçamento e Finanças, e suplente da Subcomissão do Poder Judiciário e do Ministério Público, da Comissão da Organização dos Poderes e Sistema de Governo.
Tornou-se membro titular das comissões de Finanças, Mista de Orçamento e de Finanças e Tributação, depois da promulgação da nova Carta Constitucional em 5 de outubro de 1988.
No pleito de 1998, disputou a reeleição novamente e alcançou a terceira suplência. Assumiu a cadeira em outubro de 2000 até janeiro de 2003, no final da legislatura.
Nas eleições de 2002, disputou sua última eleição para deputado federal, pelo partido  PFL, porem não conseguiu se eleger e novamente  obteve a suplência.
Em 2007, o empresário em paralelo com a sua vida pública na Câmara, começou a se dedicar a outras funções, atuando nas áreas da construção civil e da agropecuária. Faleceu no dia 9 de junho de 2009, em Salvador.